# Jiří Guth

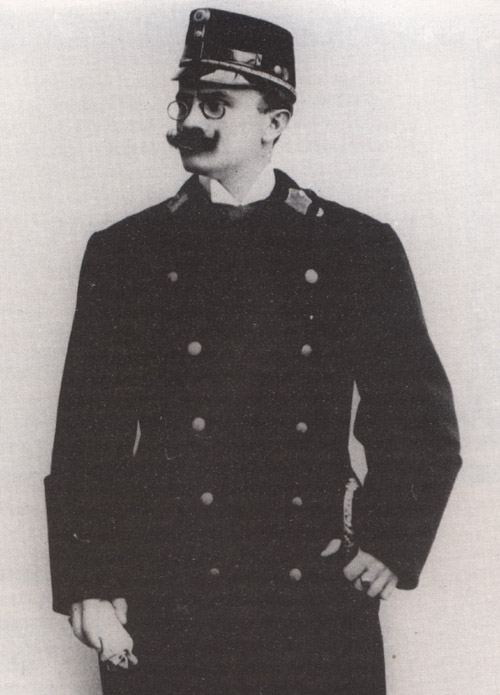
Jiří Guth

Jiří Guth (* 23. Januar 1861 in Heřmanův Městec (deutsch Hermannstädtel), Bezirk Chrudim, Österreich-Ungarn; † 8. Januar 1943 in Náchod, Tschechoslowakei) war ein tschechischer Pädagoge, Sportfunktionär und Schriftsteller sowie Gründungsmitglied des Internationalen Olympischen Komitees. Ab 1920 nannte er sich Jiří Stanislav Guth-Jarkovský. Als Literat verwendete er auch die Pseudonyme Gaston Humbert, Jan Chvojan, Jiří Murdoch, Jiří Jarkovský, Stanislav Jarkovský und A. Záruba.

## Leben
Guth war einer von vier Söhnen eines Rentmeisters in der landesherrlichen fürstlichen Verwaltung Böhmens. Nach bestandener Matura mit 17 Jahren begann er ein Studium an der Karls-Universität Prag, besuchte dort die Philosophische Fakultät und promovierte 1882 im Alter von 21 Jahren zum Doktor der Philosophie. Ein Jahr später absolvierte er die Staatsprüfung für das Lehramt an Gymnasien.
Guth war von 1883 bis 1887 Erzieher der Söhne des Prinzen Wilhelm zu Schaumburg-Lippe, dem seit 1860 die Herrschaft Nachod gehörte. In diesem Zusammenhang siedelte er 1884 nach Lancy bei Genf über. Neben seiner Erziehungstätigkeit studierte er an der Universität Genf. 1887 ging er zurück nach Prag, um als Gymnasiallehrer zu unterrichten.
Die Zeit in Genf verstärkte sein Interesse am französischen Schulwesen, weshalb er 1891 eine Reise nach Paris unternahm, um insbesondere die durch Pierre de Coubertin in Frankreich geförderte Verbreitung der Leibesübungen im Erziehungswesen kennenzulernen. Der erste persönliche Kontakt zwischen Guth und Coubertin sollte in einer lebenslangen Freundschaft enden.

### Engagement im IOC
Noch im selben Jahr wurde Guth von Coubertin zum Ehrenmitglied der Union des Sociétés Francaises des Sports Athlétiques (USFSA) ernannt. Natürlich erhielt Guth auch eine Einladung zum internationalen Sportkongress 1894 an der Sorbonne in Paris, der später als erster Olympischer Kongress in die Geschichte eingehen sollte. Guth, der nie Leistungssport betrieben hatte, sich in seiner Freizeit aber mit Schwimmen, Reiten und Radfahren beschäftigte, bemühte sich in seiner tschechischen Heimat bei verschiedenen Sportvereinen um Unterstützung und Teilnahme am Kongress, hatte damit jedoch keinen Erfolg. Zwar stand sein Name auf der Liste der Ehrenmitglieder des Kongresses, tatsächlich war er aber nicht in Paris anwesend. Dennoch war es nicht verwunderlich, dass Coubertin ihn als Mitglied in das Internationale Olympische Komitee berufen hatte, das am 23. Juni 1894, dem letzten Tag des Kongresses, gegründet wurde.
Guth, der weiterhin in Prag und Klatovy als Gymnasiallehrer arbeitete, erkannte in seiner Berufung die Möglichkeit, sein Heimatland Böhmen zumindest auf der Bühne des internationalen Sports von Österreich unabhängig zu machen. Zwar gelang es ihm nicht, für die ersten Olympischen Spiele 1896 in Athen böhmische Sportler für eine Teilnahme zu gewinnen, seine Anwesenheit als IOC-Mitglied in Athen ermutigte ihn jedoch, dass er 1897 zunächst die Tschechische Amateur Athletik Union und 1899 das Tschechische Olympische Komitee gründete, dessen Vorsitz er bis 1929 innehatte. 1900 schließlich nahmen erstmals Sportler für Böhmen an den Olympischen Spielen in Paris teil. Sie kehrten mit einer silbernen (Diskuswurf) und zwei bronzenen (Tennis) Medaillen zurück.
Spätestens seit diesen Erfolgen war man in Österreich missgestimmt und verlangte die Aufgabe der Unabhängigkeit Böhmens bei den Olympischen Spielen sowie den Ausschluss von Guth aus dem IOC. Die Freundschaft zu Coubertin und der Respekt der übrigen IOC-Mitglieder gegenüber Guth, den er sich mit seinem Fleiß, seiner Gewandtheit und seinem Intellekt verschafft hatte, machten ihn für alle äußeren Anfeindungen jedoch unantastbar. Coubertin nahm die Forderungen Österreichs zum Anlass, den neuen Begriff sportliche Geographie zu prägen, der die Unabhängigkeit des Sports von politischen Interessen verdeutlichen sollte. Auch 1906, 1908 und 1912 nahmen böhmische Sportler an Olympischen Spielen teil.

### Späte Jahre

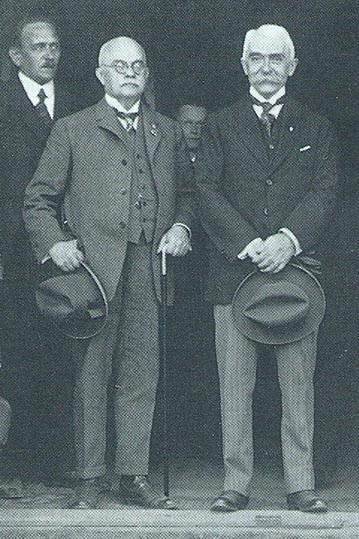
Coubertin und Guth auf dem Olympischen Kongress in Prag 1925

Von 1915 bis 1926 war er Vorsitzender des Klub českých turistů bzw. Klub československých turistů (ab 1918).
1919 wurde Guth Protokollchef Tomáš Garrigue Masaryks, des ersten Präsidenten des 1918 neu gegründeten Tschechoslowakei. Er bekleidete diesen Posten bis zu seinem Ruhestand 1925. Im IOC wurde Guth 1919 zum Generalsekretär ernannt und blieb dies bis 1923.
In dieser Zeit widmete sich Guth auch verstärkt seinen literarischen Neigungen. Er nannte sich nun Jiří Stanislav Guth-Jarkovský und legte sich eine Reihe verschiedener Pseudonyme zu, unter denen er verschiedenste Publikationen, Romane, Reisebeschreibungen und Zeitschriftenartikel veröffentlichte. Auch wurde er als Übersetzer bekannter Autoren, wie René Descartes, Émile Zola oder Guy de Maupassant bekannt. Seit 1928 war er Mitglied der Akademie für Kunst und Wissenschaft und diverser Schriftstellervereinigungen.
1925 leitete Guth die Organisation des VIII. Olympischer Kongress in Prag. Nicht ganz zufällig hatte man Prag als Veranstaltungsort für diesen Kongress ausgewählt. Coubertin hatte im Vorfeld für das Jahr 1925 seinen Abschied von der aktiven Tätigkeit im IOC bekannt gegeben, und es sollte Guth vorbehalten bleiben, diesen Abschied für seinen Freund möglichst glanzvoll zu arrangieren, was ihm auch gelang. Guth blieb bis zu seinem Tod Mitglied des IOCs.